# Gudrun Sjödén

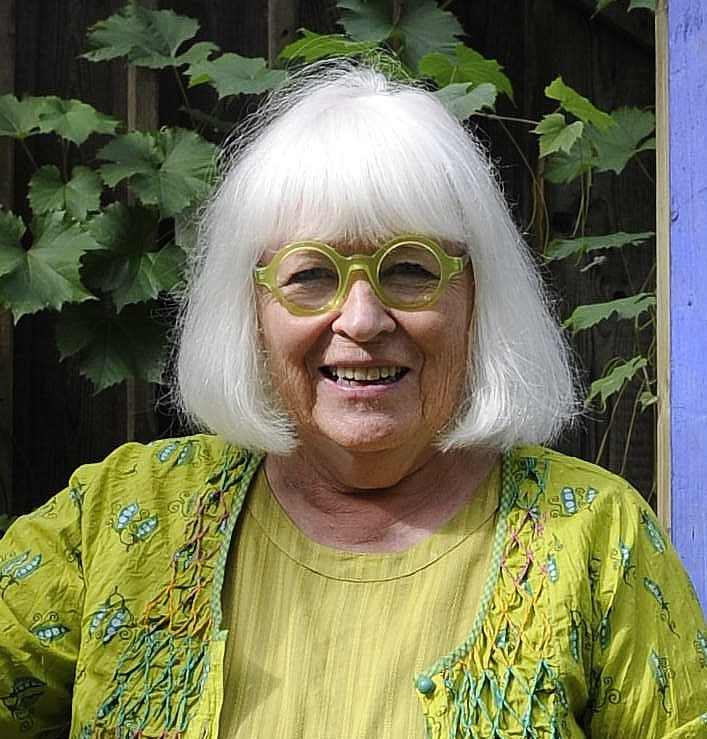
Gudrun Sjödén (2013)

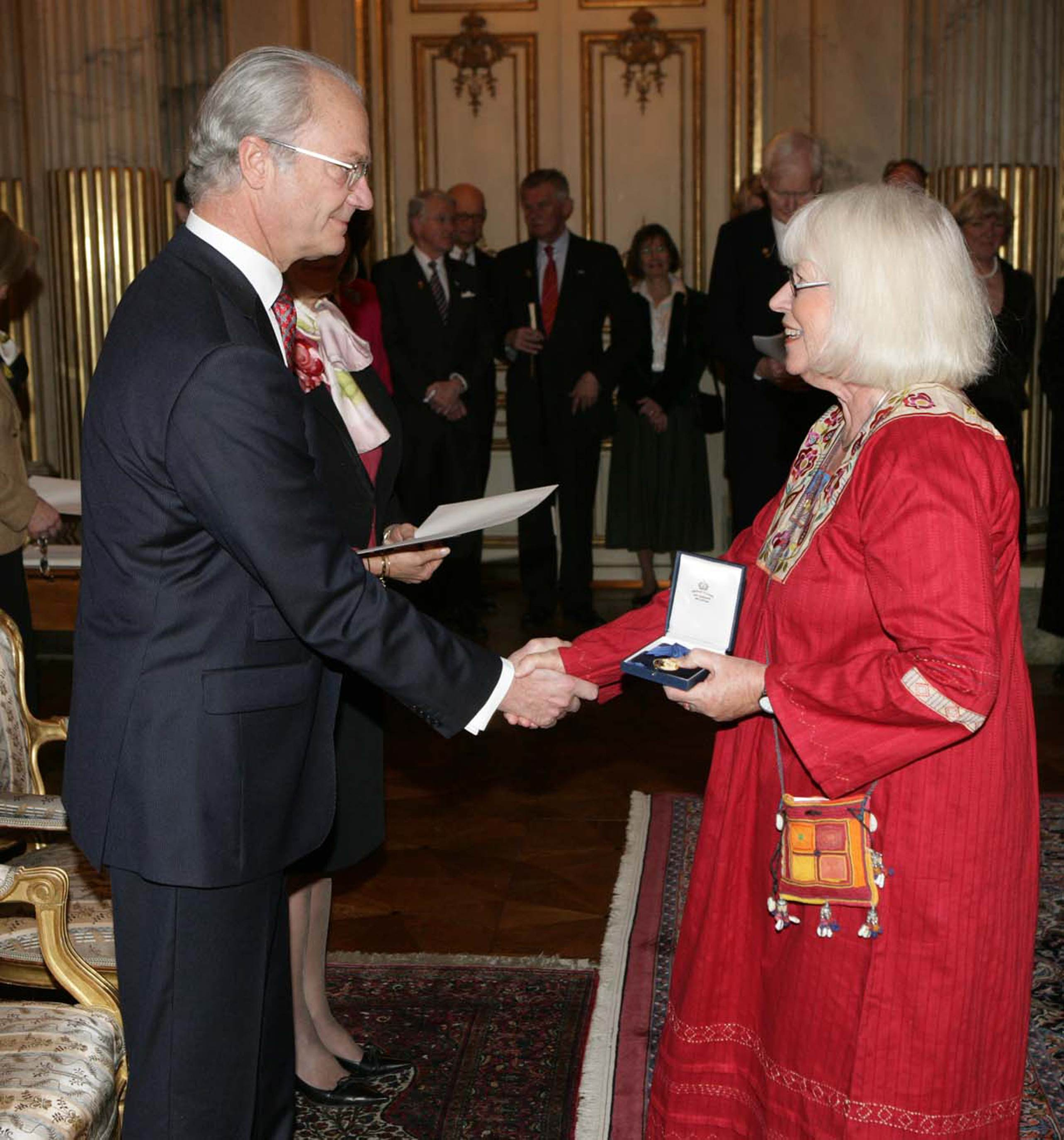
Der schwedische König Carl XVI. Gustaf verleiht Gudrun Sjödén die Litteris-et-Artibus-Medaille.

Gudrun Sjödén (* 5. Juni 1941 in Östhammar, Norra Uppland) ist eine schwedische Modedesignerin.

## Leben und Wirken
Gudrun Sjödén wuchs in Julita (Södermanland) auf und wohnt heute mit ihrem Mann im Stockholmer Stadtteil Södermalm.
Von 1958 bis 1963 studierte sie Textil- und Modedesign an der Stockholmer Kunsthochschule Konstfack. Sie war für Ivar Wahl als Designerin und für die Frauenzeitschriften Femina und Damernas Värld als Modejournalistin tätig. 1974 kam ihre erste eigene Kollektion in Skandinavien in den Handel. Gemeinsam mit ihrem Mann eröffnete sie 1976 ihren ersten Laden in der Stockholmer Regeringsgatan, das Unternehmen Gudrun Sjödén Design AB.
Sjödéns Geschäftsidee war farbstarke Mode und Einrichtungstextilien mit persönlichem Ausdruck, wobei nachhaltiges Design in reinen Naturmaterialien die Grundlage ihres Modekonzepts bildet. Außerdem legt das Unternehmen Wert auf eine umweltbewusste und umweltschonende Produktion. 2006 rief Sjödén das Projekt „Gudruns Gute Tat“ ins Leben, wodurch der Verkaufserlös bestimmter Artikel aus dem Weihnachtskatalog Organisationen oder Projekten zugutekommt, die Sjödén besonders am Herzen liegen.
Im Jahr 2012 gestaltete sie ein eigenes Fernsehprogramm im schwedischen Radiosender „P1“ und hielt an der  New Yorker Parsons School of Design eine Rede über ihr Umweltengagement.
Ihr Design wird heute in 50 Ländern in aller Welt vertrieben, sowohl in eigenen Läden als auch über Versandhandel und Webshop. Das Unternehmen beschäftigte 2016 über 400 Mitarbeiter und hat sechs Läden in Schweden (Stockholm, Göteborg und Malmö), zwei in Oslo und je einen in Kopenhagen, Helsinki, London und New York City. Auch in Deutschland ist es in elf Städten vertreten (Berlin, Frankfurt am Main, Freiburg im Breisgau, Hamburg, Köln, Leipzig, München, Münster, Nürnberg, Stuttgart und Zirndorf).
Im Juli 2016 wurde bekanntgegeben, dass Sjödén 30 % der Anteile ihres Unternehmens an die schwedische Investmentgesellschaft Ratos veräußerte, mit einer Option für Ratos, 2018 weitere 40 % der Anteile zu erwerben. Im September 2018 verkaufte Ratos die Anteile jedoch an Sjödén zurück.
Im Jahr 2022 geriet Gudrun Sjödén wegen Berichten über Mobbing und unangemessene Kommentare in die Kritik, wie in der SVT-Dokumentation Persona non grata thematisiert wurde.
Gudrun Sjödén ist mit dem Fotografen Björn Sjödén verheiratet und hat einen Sohn.

## Auszeichnungen
- 1993: Geschäftsfrau des Jahres in Schweden
- 2004: „Entrepreneur of the year“ in Stockholm
- 2005: Weltklassepreis der schwedischen Handelskammer
- 2007: Verleihung der Litteris-et-Artibus-Medaille durch den schwedischen König Carl XVI. Gustaf
- 2012: Nachhaltigkeitspreis der Zeitschrift Elle
- 2012: Geschäftsfrau des Jahres durch Business and Professional Women Schweden